# Eckhard Netzmann
Eckhard Netzmann (* 1938) ist ein früherer  Wirtschaftsführer der DDR.

## Leben
Netzmann stammt aus einer Lehrerfamilie. Mit 14 Jahren begann er eine Lehre als Schlosser. Im Alter von 20 Jahren erlangte er einen Ingenieursabschluss auf dem Gebiet der Umformtechnik. Er war von 1963 bis 1967 Mitglied des Zentralrats der FDJ, dann stellvertretender Werksdirektor des VEB Schwermaschinenbau Magdeburg. Nachdem er 1966 ein Fernstudium an der TU Dresden als Diplom-Ingenieur abgeschlossen hatte, wurde er im Kombinat als Technologe, darauf als Chef des Walzwerkbaus tätig. 1974 übernahm er die Leitung des VEB Zementanlagenbau in Dessau.
Netzmann war zuletzt in der DDR bis 1979 Generaldirektor des Schwermaschinenbau-Kombinats „Ernst Thälmann“ (SKET), welches mit 30.000 Mitarbeitern eines der größten Unternehmen der DDR war. 1983 wurde er Stellvertretender Minister für Schwermaschinen- und Anlagenbau. Nach Tätigkeit im VEB Kombinat Kraftwerksanlagenbau in Berlin, erhielt er 1987 als Sonderbevollmächtigter den Auftrag, das letzte Kernkraftwerk der DDR –  Block V in Greifswald – ans Netz zu nehmen.
Nach der Wende war Eckhard Netzmann sechs Jahre lang Vorstandsvorsitzender der Kraftwerksanlagenbau Berlin AG.